# Hyde-Inland M2
Le Hyde-Inland M2 est un pistolet-mitrailleur conçu en 1942 par George Hyde et Inland, un département de General Motors. Adopté par les forces armées des États-Unis en mai 1942, la mise en production se révèle laborieuse et, remplacé par le M3, il est déclaré obsolète en juin 1943 sans qu’aucun exemplaire ne soit parvenu aux troupes.

## Historique
En 1938, la Thompson devient la mitraillette standard pour l’ensemble des forces armées des États-Unis. Celle-ci présente toutefois l’inconvénient, en cas de guerre totale, d’être assez sophistiquée, et par conséquent longue et coûteuse à fabriquer. Conscient que leur pays risque d’être attiré dans la Seconde Guerre mondiale, l’US Army publie en février 1941 les caractéristiques d’une nouvelle arme devant être simple à produire, sur le modèle de la Sten britannique. George Hyde répond immédiatement à cette demande en proposant une évolution de son Model 109, lui-même dérivé du Model 35, conçue en partenariat avec la division Inland de General Motors. Le Model 109 avait déjà été testé en 1939 par l’armée américaine, qui avait apprécié sa simplicité et ses meilleures performances que la Thompson, mais ne l’avait pas retenu en raison de faiblesses mécaniques.
Le Hyde-Inland M2 est testé du 2 au 15 avril 1942 à Aberdeen, à l’issue desquels il est jugé plus précis que la Thompson, tout en présentant une fiabilité correcte. L’armée américain ayant un besoin pressant d’armes de ce type, le M2 est adopté immédiatement sous le nom de US Sub-machine Gun .45 M2, avant même la fin des essais, qui a lieu en juin 1942. De même, les corrections demandées sont minimales et visent surtout à le rendre compatibles avec les magasins de la Thompson. Il est prévu de commander 164 500 exemplaires, demande que Inland ne peut prendre en charge, ses capacités de production étant déjà entièrement absorbées par la carabine M1 ; le contrat est par conséquent transmis à Marlin Firearms.
Marlin choisit de produire une partie des pièces mécaniques par frittage de poudre métallique. Toutefois, le processus est mal maîtrisé, avec pour conséquence que ces pièces critiques sont excessivement fragiles. L’entreprise est donc contrainte de revenir à une méthode plus classique d’usinage, mais des problèmes de qualité persistent jusqu’en 1943. Les essais sur les modèles de productions ne peuvent ainsi débuter à Aberdeen qu’en mai 1943. Dans l’intervalle, l’armée a adopté le pistolet-mitrailleur M3 et le M2 n’est donc plus nécessaire : il est déclaré obsolète le 18 juin 1943 après que moins de quatre cents exemplaires aient été produits.